# Comuna de Ciechanów
Ciechanów (polaco: Gmina Ciechanów) é uma gminy (comuna) na Polónia, na voivodia de Mazóvia e no condado de Ciechanowski. A sede do condado é a cidade de Ciechanów.
De acordo com os censos de 2004, a comuna tem 5825 habitantes, com uma densidade 41,5 hab/km².

## Área
Estende-se por uma área de 140,23 km², incluindo:
- área agricola: 78%
- área florestal: 16%

## Demografia
Dados de 30 de Junho 2004:
|                      | Total   | Total | Mulheres | Mulheres | Homens  | Homens |
| -------------------- | ------- | ----- | -------- | -------- | ------- | ------ |
|                      | pessoas | %     | pessoas  | %        | pessoas | %      |
| População            | 5825    | 100   | 2879     | 49,4     | 2946    | 50,6   |
| Densidade (pop./km²) | 41,5    | 100   | 20,5     | 20,5     | 21      | 21     |

De acordo com dados de 2002, o rendimento médio per capita ascendia a 1242,94 zł.

## Subdivisões
- Baby, Baraki Chotumskie, Chotum, Chruszczewo, Gąski, Gorysze, Grędzice, Gumowo, Kanigówek, Kargoszyn, Mieszki-Różki, Mieszki Wielkie, Modełka, Modła, Niechodzin, Niestum, Nowa Wieś, Nużewko, Nużewo, Pęchcin, Przążewo, Ropele, Rutki-Begny, Rutki-Borki, Rutki-Głowice, Rutki-Marszewice, Rydzewo, Rykaczewo, Rzeczki, Ujazdowo, Ujazdówek, Wola Pawłowska, Wólka Rydzewska.

## Comunas vizinhas
- Ciechanów, Glinojeck, Gołymin-Ośrodek, Ojrzeń, Opinogóra Górna, Regimin, Sońsk, Strzegowo